# Naushonia macginitiei
Naushonia macginitiei is een tienpotigensoort uit de familie van de Laomediidae. De wetenschappelijke naam van de soort is voor het eerst geldig gepubliceerd in 1938 door Glassel.